# Uzelina cinchonae
Uzelina cinchonae är en insektsart som beskrevs av Rauno E. Linnavuori 1977. Uzelina cinchonae ingår i släktet Uzelina och familjen dvärgstritar. Inga underarter finns listade i Catalogue of Life.